# Mycetophila pseudodigitalis
Mycetophila pseudodigitalis är en tvåvingeart som beskrevs av Duret 1991. Mycetophila pseudodigitalis ingår i släktet Mycetophila och familjen svampmyggor. Inga underarter finns listade i Catalogue of Life.